# かわちゆかり
かわち ゆかり（3月30日 - ）は、日本の漫画家、タレント。兵庫県西宮市出身。血液型はA型。
1986年「めげない子物語」で第1回少女フレンド新人まんが賞に入選、デビュー。以後、『少女フレンド』（講談社）などにラブコメディやファンタジー、ラブストーリーなどの作品を発表。『少女フレンド』休刊後は『デザート』（同）に作品を発表。近年は母親を描いた作品が多くなっている。

## 作品リスト

### 単行本
※特に記載が無い作品は講談社刊
- ときめき大予言 (1987)
- 夢行き階段 全2巻 (1987)　企画・原作：花井愛子
- フェアリー 全2巻 (1988)
- あい色の涙 (1989)
- Milkyまじっく 全4巻 (1989)
- 7200秒のロマンス 全3巻 (1989)
- ないしょのカウント5 全3巻 (1991 - 1992)
- ありすが不思議! 全5巻 (1992 - 1994)
- 恋人をつくる100の方法 (1994)　原作：小林深雪
  - テレビドラマ化され、ABCテレビ・テレビ朝日系列で全6回放送 (1995)
- にやーん! 全2巻 (1994 - 1995)
- 忘れられない (1995)
- デビューからはじまった (1996)
- あなたに追いつけない (1996)
- 17歳のリアル (1996,文庫版2004)
- ふたりの「リカコ」 (1997)
- 逃げないで先生 (1997)
- 人魚の涙 (1998)
- この愛…とめられない! (1999)
- 18歳の鼓動 (1999)
- 言葉のないラブレター (2000)
- くすり指（エンゲージ）の嘘 (2000)
- ママとリゾート天国 ゴージャス・ママシリーズ (2001)
- ママとおしゃれ関係 ゴージャス・ママシリーズ (2001)
- 砂のウェディングケーキ (2001)
- 途中下車 (2002)
- 未来への手紙 (2002)
- 19歳。愛をつらぬくために (2004)
  - 「出会わなければよかった」「声のないメッセージ」収録
- はじめてママになれた日 (2006)
  - 「ひとりぼっちの放課後」収録
- 忘れなくてよかった (2007)
  - 「きよし この犬」収録
- 8か月の天使　はじめてママになれた日 (2008)
  - 「魔法の指先」収録
- 春に舞う雪 (2009)
  - 「5年目の再会」「92本のバラ」収録
- 天国の空へ～産んであげられなかったわが子に (2012)
  - 「ママ、だっこして。」収録
- 月刊 本当にあった女の人生ドラマ「サクラ色の傷痕」(2016：ぶんか社刊)
- 漫画版 余命10年（2022年:白泉社）

### 小説
※全て講談社X文庫ティーンズハート
- ブルーの神話 (1991) - 小説家としてのデビュー作。
- 忘れられない (1994) - 後に漫画化。

### イラスト
※全て講談社X文庫ティーンズハート
- 花井愛子作品
  - 一週間のオリーブ (1987/4)
  - ジュリエット宣言 (1987/7)
  - 恋電話 (1987/8)
  - 10月のパイナップル  (1987/10)
  - 恋曜日 (1987/11)
  - 銀色のボーイ (1987/12)
  - 恋教室 (1988/3)
  - 夢の旅 (1988/4)
  - ボクのティア・ドロップス 全2巻 (1988/12・1989/4)
  - アフターバレンタイン (1989/3)
  - 恋咲く日まで (1989/4)
  - 夢行き階段 全2巻 (1989/7)
  - 恋ちがいの秋 (1989/10)
  - カレシと夜明けまで (2002） 原作：愛菜（花井の別名義）
- ネバーランドに連れてって (1989/3） 原作：青山えりか

### 共著（オムニバス）
※特に記載が無い作品は講談社刊)
- 思いっきり泣ける恋 (2000)
- 思いっきり感動する読者体験手記 (2000)
- 思いっきり100P～長編感動ラブストーリー傑作集 (2000)
- 思いっきり100P～長編感動ラブストーリー傑作集PART2 (2001)
- カッコイイ男の子ベスト10 (2002)
- 本当にあった最高のラブストーリー読者体験手記ベスト10 (2003)
- 秘密の恋　秘密のHベスト10 (2003)
- 感動ラブストーリー100P長編ベスト5 (2003)
- 10代の女の子事件簿 (2003)
- 10代の妊娠。結婚 (2004)
- 10代の本当にあった感動体験 (2004)
- デザートセレクション読者投稿　ぜったい泣ける！忘れられない純愛体験 (2004)
- ぜったい感動する本当にあった妊娠。結婚 (2005)
- 100P読み切り5本立てぜったい感動する10代の妊娠。結婚 (2005)
- JAMぼん　日本一有名な読モのヒミツ (2006)
- 10代の女の子事件簿 (2006)
- 初めてママになるあなたへ　8％の奇跡 (2007)
- 本気泣き (2008)
- 4人に1人はハッピーできちゃった婚 (2009)
- 初めてママになるあなたへ　98.9％の真実 (2010)
- 初めてママになるあなたへ　9.2％からの出発 (2011)
- 本気泣き　本当にあった真実の感動ラブストーリー (2011)

## その他
- CD　 かわちゆかりオリジナルアルバム「ガラスのシンデレラ」(ポニーキャニオン) (1991)
  - 収録曲の内、４曲を作詞（★ガラスのシンデレラ ★一千一秒の夏 ★夢のかけら ★愛のイリュージョン）
- 台湾台北にて2回サイン会を開催

## 主な出演

### テレビ
- 1995	ABCテレビ・テレビ朝日系列 ドラマ「恋人をつくる100の方法」[最終回「おでん屋のお姉さん」役(セリフあり)]
- 日本国内の番組多数
- 台湾テレビ

### ラジオ
- 多数